# Hypsalonia satur
Hypsalonia satur är en insektsart som först beskrevs av Scudder, S.H. 1897.  Hypsalonia satur ingår i släktet Hypsalonia och familjen gräshoppor. Inga underarter finns listade i Catalogue of Life.